# Andy Bishop
Pour les articles homonymes, voir Bishop.
Andy Bishop est un ancien coureur cycliste américain, né le 26 mai 1965 à Tucson.

## Biographie
Professionnel de 1988 à 1998, il a notamment remporté le Herald Sun Tour en 1995.

## Palmarès
- 1987
  - Tour de la Gila
  - 5e étape du Circuit des Mines[1]
  - 6e étape de la Course de la Paix
  - 2e du Tour du Texas
- 1989
  - 4e et 6e étape du Tour du Mexique
- 1990
  - 7e étape du Tour de Trump
  - 2e du championnat des États-Unis sur route
- 1992
  - 2e du championnat des États-Unis sur route
  - 2e de la Course des raisins 
  - 2e de la Thrift Drug Classic
- 1995
  - Herald Sun Tour :
    - Classement général
    - 6e étape

  - 1re étape de la Fitchburg Longsjo Classic
  - 3e de la Killington Stage Race
- 1996
  - 6eb étape de l'Herald Sun Tour
- 1998
  - 12e étape du Tour du Mexique

## Résultats sur les grands tours

### Tour de France
4 participations
- 1988 : 135e
- 1990 : 116e
- 1991 : 126e
- 1992 : hors délais (8e étape)

### Tour d'Italie
1 participation
- 1990 : 80e